# Чемпионат Европы по плаванию в ластах 1972
6-й чемпионат Европы по плаванию в ластах прошёл в Москве с 15 по 19 июня 1972 года.

## Медалисты

### Мужчины
| Дисциплина        | Золото                  | Золото   | Серебро                   | Серебро  | Бронза                  | Бронза   |
| ----------------- | ----------------------- | -------- | ------------------------- | -------- | ----------------------- | -------- |
| 50 м, ныряние     | Шаварш Карапетян · СССР | 17.40    | Владимир Конь · СССР      | 17.40    | Владимир Волков · СССР  | 17.80    |
| 100 м             | Владимир Конь · СССР    | 39.92    | Шаварш Карапетян · СССР   | 40.21    | Владимир Волков · СССР  | 42.20    |
| 200 м             | Александр Крюков · СССР | 1:38.08  | С. Болоцков · СССР        | 1:38.17  | С. Шмайцер · Франция    | 1:43.50  |
| 400 м             | Александр Крюков · СССР | 3:35.75  | Ахим Мюллер · ГДР         | 3:42.23  | С. Болоцков · СССР      | 3:43.02  |
| 800 м             | Александр Шумков · СССР | 7:38.41  | Юри Краветс · СССР        | 7:39.26  | Александр Крюков · СССР | 7:48.74  |
| 1500 м            | Александр Шумков · СССР | 14:34.88 | Жан-Мари Ойенар · Франция | 15:17.00 | Детлеф Мейер · ГДР      | 15:17.39 |
| 100 м в акваланге | Шаварш Карапетян · СССР | 40.40    | Владимир Конь · СССР      | 41.20    | Владимир Волков · СССР  | 41.60    |
| 400 м в акваланге | Владимир Волков · СССР  | 3:33.80  | Шаварш Карапетян · СССР   | 3:43.00  | Детлеф Мейер · ГДР      | 3:47.80  |
| 800 м в акваланге | Владимир Волков · СССР  | 7:16.00  | Детлеф Мейер · ГДР        | 7:50.60  | Шаварш Карапетян · СССР | 8:08.80  |

### Женщины
| Дисциплина         | Золото                    | Золото   | Серебро                | Серебро  | Бронза                   | Бронза   |
| ------------------ | ------------------------- | -------- | ---------------------- | -------- | ------------------------ | -------- |
| 25 м, ныряние      | Ирина Фаломкина · СССР    | 9.60     | Ирина Авдеева · СССР   | 10.00    | С. Экштейн · Франция     | 10.20    |
| 100 м              | Ирина Авдеева · СССР      | 46.29    | Ирина Фаломкина · СССР | 46.60    | Ф. Верле-Гужон · Франция | 50.22    |
| 200 м              | Ирина Фаломкина · СССР    | 1:52.39  | Светлана Ани · СССР    | 1:52.66  | Г. Вайдеманн ФРГ         | 1:54.96  |
| 400 м              | Татьяна Никифорова · СССР | 4:05.50  | Светлана Ани · СССР    | 4:06.15  | Г. Фойгт · ГДР           | 4:07.77  |
| 800 м              | Татьяна Никифорова · СССР | 8:31.44  | Л. Вяткина · СССР      | 8:40.42  | Г. Конь · СССР           | 8:40.64  |
| 1500 м             | Татьяна Никифорова · СССР | 16:29.58 | Г. Фойгт · ГДР         | 16:39.15 | Л. Вяткина · СССР        | 16:53.06 |
| 100 м с аквалангом | Ирина Авдеева · СССР      | 45.82    | Ирина Фаломкина · СССР | 46.00    | Г. Вайдеманн ФРГ         | 51.80    |
| 400 м с аквалангом | Ирина Авдеева · СССР      | 3:47.80  | Ирина Фаломкина · СССР | 4:03.80  | Хельга Кёлер ФРГ         | 4:33.60  |